# Мексикано-сьерра-леонские отношения
Мексикано-сьерра-леонские отношения — двусторонние дипломатические отношения между Мексикой и Сьерра-Леоне. Оба государства являются членами Организации Объединённых Наций.

## История
Мексика и Сьерра-Леоне установили дипломатические отношения в 1976 году. Отношения развивались в основном в рамках многосторонних форумов.
В ноябре 2010 года правительство Сьерра-Леоне направило делегацию из 19 человек для участия в Конференции ООН по изменению климата 2010 года в Канкуне.